# Titanzink

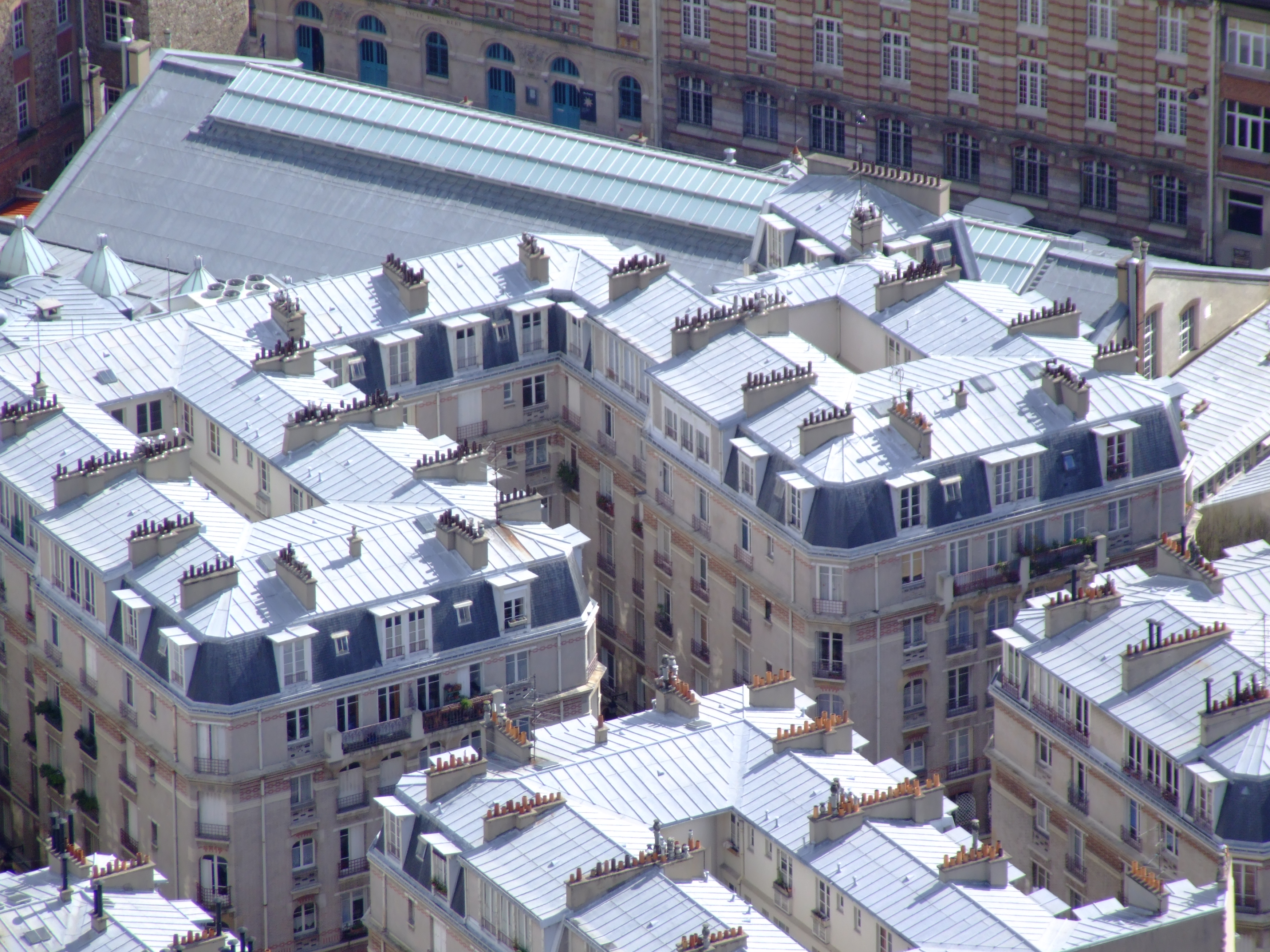
Dächer aus Titanzink in Paris

Titanzink ist eine Legierung aus Zink und geringen Mengen Titan und Kupfer. Es wird als Blech in unterschiedlichen Dicken (am häufigsten 0,7 mm) hergestellt. Titanzink wird als Tafelware oder als Rollenware auf Coils in Verkehr gebracht.
Durch das enthaltene Titan kann das Blech auch parallel zur Walzrichtung mit den in der Klempnertechnik üblichen minimalen Radien gebogen werden. Reines Zink würde brechen. Gegenüber reinem Zink sind außerdem die Zugfestigkeit und Dauerstandfestigkeit erhöht und der lineare Wärmeausdehnungskoeffizient auf einen Wert von etwa 20·10−6/K verringert, wobei die Wärmedehnung in Walzlängsrichtung etwa 25 Prozent höher ist als quer zur Walzrichtung. Der Titangehalt von Titanzink beträgt etwa 0,1 bis 0,2 Prozent; der Schmelzpunkt liegt bei ca. 418 °C – etwas unter dem von reinem Zink.
Titanzink wird für Metalldächer und Außenwandbekleidungen sowie für Entwässerungen (Dachrinne, Fallrohre, Zubehör) verwendet, da es sich um einen sehr langlebigen Dachbaustoff handelt, dessen Elemente zudem komplett recycelbar sind. Die rein technische Lebensdauer beträgt ca. 75 Jahre, kann sich jedoch durch die Bildung der Patina, einer natürlichen Ablagerung, verlängern. Dachrinnen und andere Entwässerungsvorrichtungen aus Titanzink haben aufgrund der höheren Beanspruchung eine Nutzungszeit von etwa 40 Jahren.